# Tropholytische Zone
Die tropholytische Zone (von griech. trophe Ernährung; lytikos auflösend), die man auch Zehrschicht oder Abbauzone nennt, ist der lichtarme bis lichtlose Tiefenbereich eines stehenden Gewässers. In dieser Zone ist aus Lichtmangel die Photosynthese geringer als die gleichzeitige Atmung. Daher kommt es dort in der Bilanz zu einem Abbau von organischer Substanz. Pflanzen hätten hier keinen Zuwachs. Stattdessen leben in der tropholytischen Zone Tiere, die sich heterotroph ernähren. Auch wird dort lebendes und totes organisches Material (Detritus), das im Gewässer nach unten sinkt, von Bakterien und Destruenten abgebaut. 
Diese Schicht wird oft fälschlich mit dem Hypolimnion identifiziert. Tatsächlich kann in sehr klaren Seen die trophogene Schicht tagsüber weit in das Hypolimnion hineinreichen, während in sehr eutrophen und daher trüben Seen selbst ein Teil des Epilimnions tropholytisch sein kann. Da sich ferner die Grenze des Lichts, die zwischen einer überwiegenden Photosynthese und einer überwiegenden Atmung entscheidet ("Kompensationstiefe"), mit dem Wetter, dem Tagesgang und der Jahreszeit ändert, kann die tropholytische Schicht analog wie die trophogene Schicht nur im Zusammenhang mit einer Zeitbasis bestimmt werden, die von der Fragestellung abhängt.